# Andreas Kappeler
 (septembre 2022).
Si vous disposez d'ouvrages ou d'articles de référence ou si vous connaissez des sites web de qualité traitant du thème abordé ici, merci de compléter l'article en donnant les références utiles à sa vérifiabilité et en les liant à la section « Notes et références ».
Andreas Kappeler, né le 20 septembre 1943 à Winterthour, est un historien autrichien d'origine suisse et professeur émérite en histoire européenne à l'université de Vienne.

## Biographie
Il étudie l'histoire, la slavistique et la communication de masse de 1962 à 1969 aux universités de Zurich et Vienne. Il obtient son doctorat en 1969 à Zurich et travaille ensuite comme assistant de recherche au département d'histoire de 1970 à 1976. Il obtient son habilitation universitaire en 1979 pour son travail sur les groupes ethniques vivant sur les bords de la Volga. Il reste ensuite jusqu'en 1982 en tant que maître de conférences à l'université de Zurich.
Andreas Kappeler fut l'éditeur responsable des Jahrbücher für Osteuropäische Geschichte et siégea au conseil de rédaction des journaux de plusieurs organisations internationales, ainsi que comme critique de différents projets de recherche internationaux.

## Spécialisation
Andreas Kappeler est un spécialiste de l'histoire de la Russie de l'ère moderne, et plus spécialement des questions socio-historiques liées aux différentes nationalités composant le pays. Il est également spécialiste de l'histoire de l'Islam en Asie centrale ; dans les années 1980, il fut l'un des premiers historiens germanophones à traiter de l'histoire de l'Ukraine. Depuis 1996, il est membre de l'Académie des sciences d'Ukraine ; depuis 1999, il est également membre de l'Académie autrichienne des sciences.
Lauréat en 2006 du prix autrichien Cardinal-Innitzer, il est fait l'année suivante docteur honoris causa de l'université de Tcheboksary (en).

## Publications
- (de) Ivan Groznyj im Spiegel der ausländischen Druckschriften seiner Zeit. Ein Beitrag zur Geschichte des westlichen Rußlandbildes., Berne et Francfort-sur-le-Main, H. und P. Lang, 1972, 295 p. (ISBN 3-261-00432-0)
- (de) « Rußlands erste Nationalitäten. Das Zarenreich und die Völker der Mittleren Wolga vom 16. bis 19. Jahrhundert », Beiträge zur Geschichte Osteuropas, vol. 14,‎ 1981 (ISBN 3-412-03481-9)
- (de) Rußland als Vielvölkerreich. Entstehung, Geschichte, Zerfall., Munich, Beck, 1992, 415 p. (ISBN 3-406-36472-1)Traduit en français, russe, anglais, ukrainien et italienVersion française : La Russie, Empire multiethnique, trad. de l'allemand et préface de Guy Imart, Institut d'études slaves, Paris, 1994, 415 p.  (ISBN 2-7204-0305-9)
- (de) Kleine Geschichte der Ukraine, Munich, Beck, 1994, 295 p. (ISBN 3-406-37449-2)Traduit en français et ukrainienVersion française : Petite histoire de l'Ukraine, trad. de l'allemand par Guy Imart, Institut d'études slaves, Paris, 1997, 223 p.  (ISBN 2-720-40319-9)
- (de) Russische Geschichte, Munich, Beck, 1997 (ISBN 3-406-41876-7)
- (de) « Der schwierige Weg zur Nation. Beiträge zur neueren Geschichte der Ukraine », Wiener Archiv für Geschichte des Slawentums und Osteuropas, vol. 20,‎ 2003 (ISBN 3-205-77065-X)
- (en) “Great Russians” and “Little Russians” : Russian-Ukrainian Relations and Perceptions in Historical Perspective, Washington, University of Washington, 2003
- (de) Russland und die Ukraine. Verflochtene Biographien und Geschichten, Vienne, Böhlau, 2012, 395 p. (ISBN 978-3-205-78775-4)
- (de) Die Kosaken. Geschichte und Legenden, Munich, Beck, 2013 (ISBN 978-3-406-64676-8)
- Russes et Ukrainiens, les frères inégaux. Du Moyen Âge à nos jours, CNRS éditions, 2022, 316 p.

Comme éditeur
- (de) Die Ukraine. Prozesse der Nationsbildung, Vienne, Böhlau, 2011, 453 p. (ISBN 978-3-412-20659-8, lire en ligne)

## Sources
- (de) Cet article est partiellement ou en totalité issu de l’article de Wikipédia en allemand intitulé « Andreas Kappeler » (voir la liste des auteurs).